# 포석정
포석정(鮑石亭)은 대한민국 경상북도 경주시 배동에 있는 신라의 별궁이 있던 자리로, 대한민국의 사적 제1호이다. 건물은 없어지고 석조구조물만 남아 있다. 남북국 시대에 만들어진 것으로 추정되며, 자연환경을 최대로 활용하고 주위의 아름다운 경관에 인공적인 기술을 가미하여 이룩한 조화미는 신라 궁원기술(宮苑技術)의 독특한 면모를 보여 주고 있다고 평가된다.

## 석조 구조물
경주의 남산 서록계류에 연한 소림 속에 위치한다. 면적은 7432m²이며, 폭은 약 35cm, 깊이는 평균 26cm, 전체 길이는 약 10m이다. 포어형으로 좁은 석구를 두르고, 한쪽에서 계류를 끌어들여 다른 쪽으로 흘러나가게 되어 있다. 원래는 남산계곡으로 들어오는 입구에 거북 모양의 큰 돌이 있었고, 그곳에서 물이 나오도록 만들어졌다고 하나 지금은 남아 있지 않다.
927년 경애왕은 포석정에서 연회를 즐기다 후백제 군대에게 붙잡혔다. 견훤은 경애왕에게 자살을 강요하여, 결국 경애왕은 자살하였다.

## 용도
신라 시대에 유상곡수(流觴曲水)의 연회를 행하던 곳이다. 유상곡수는 삼짇날에 술잔을 물에 띄워 두고, 왕과 귀빈을 비롯한 참석자가 물길을 따라 앉아서 술잔이 돌아오기 전에 시를 짓던 놀이를 일컫는다. 하지만 최근 연회를 행하던 장소보다는 의식이 행해졌던 곳이라는 설이 더 힘을 받고 있다. 학자들은 후백제의 견훤이 포석정에 군사들을 이끌고 침입한 것이 포석정이 연회를 행하던 곳으로 불리게 된 것과 다소 연관이 있다고 추측하고 있다.

## 같이 보기
- 한국의 문화
- 한국의 건축